# Ferdynand Ruszczyc

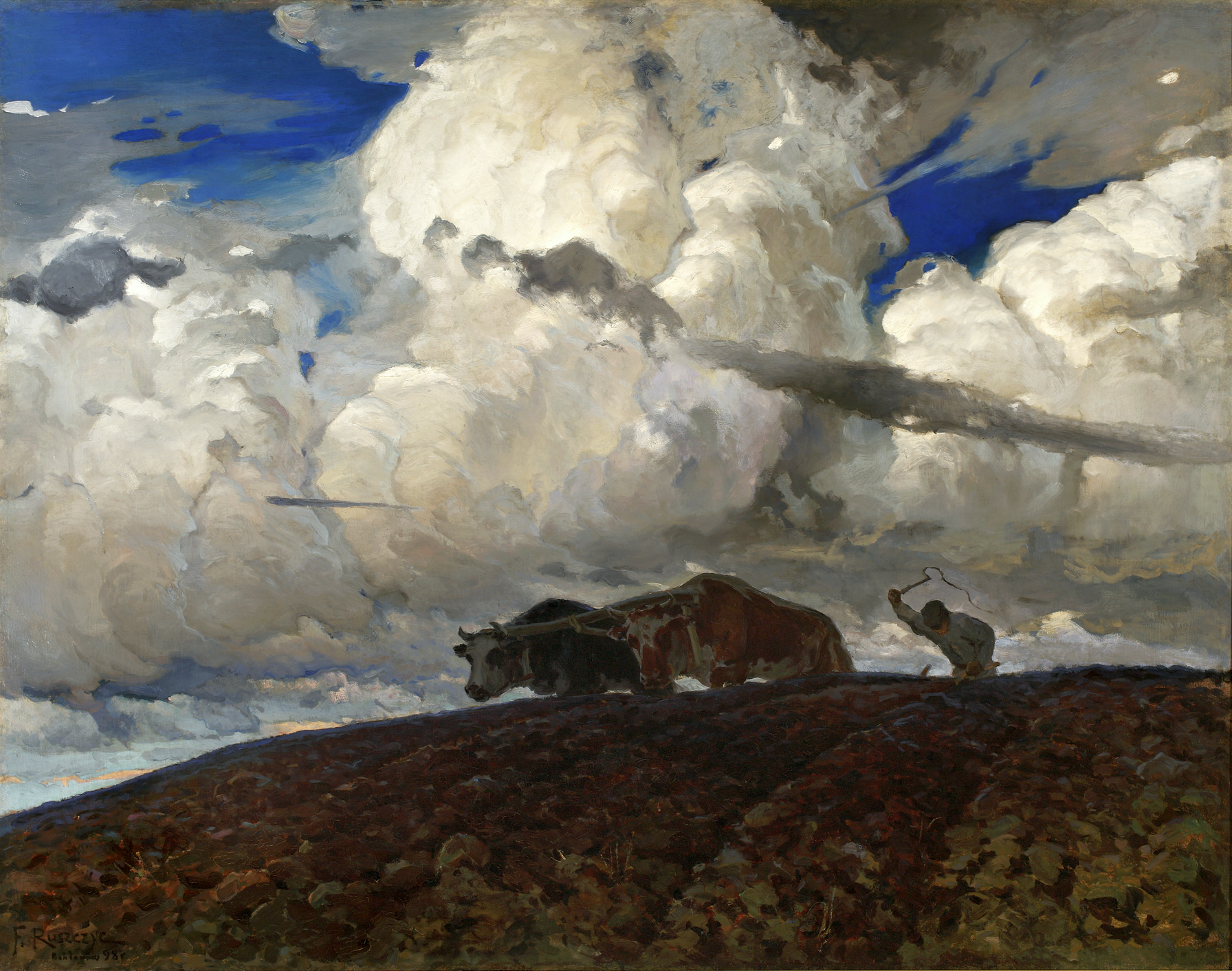
Ferdynand Ruszczyc, Ziemia, 1898, pierwowzór loga Siewby, dwutygodnika polskiego ruchu ludowego.

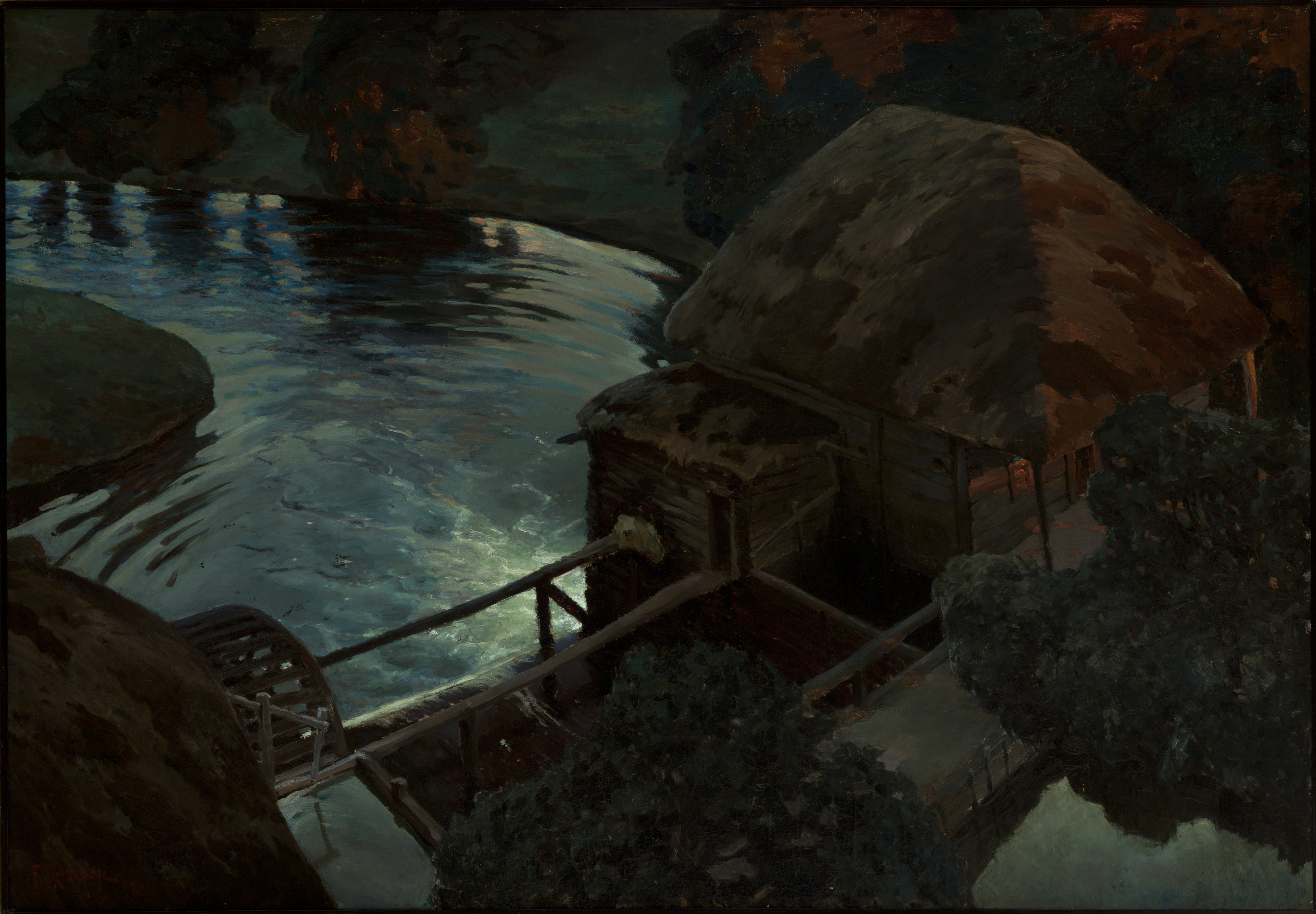
Ferdynand Ruszczyc, Młyn,1898, zbiory MNK

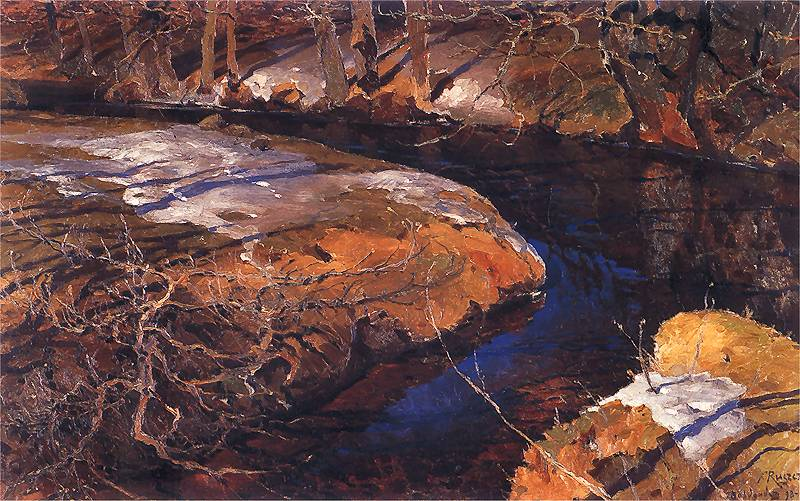
Ferdynand Ruszczyc, Ostatni śnieg, 1899

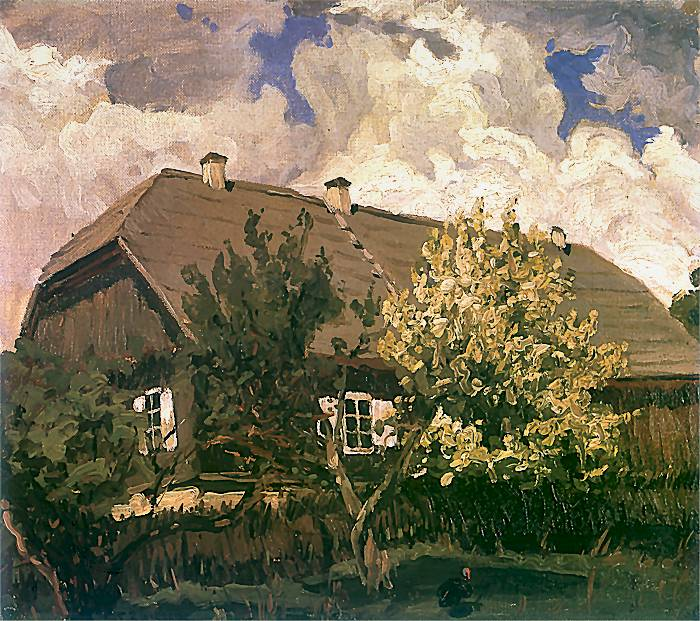
Ferdynand Ruszczyc, Dom w Bohdanowie, 1902

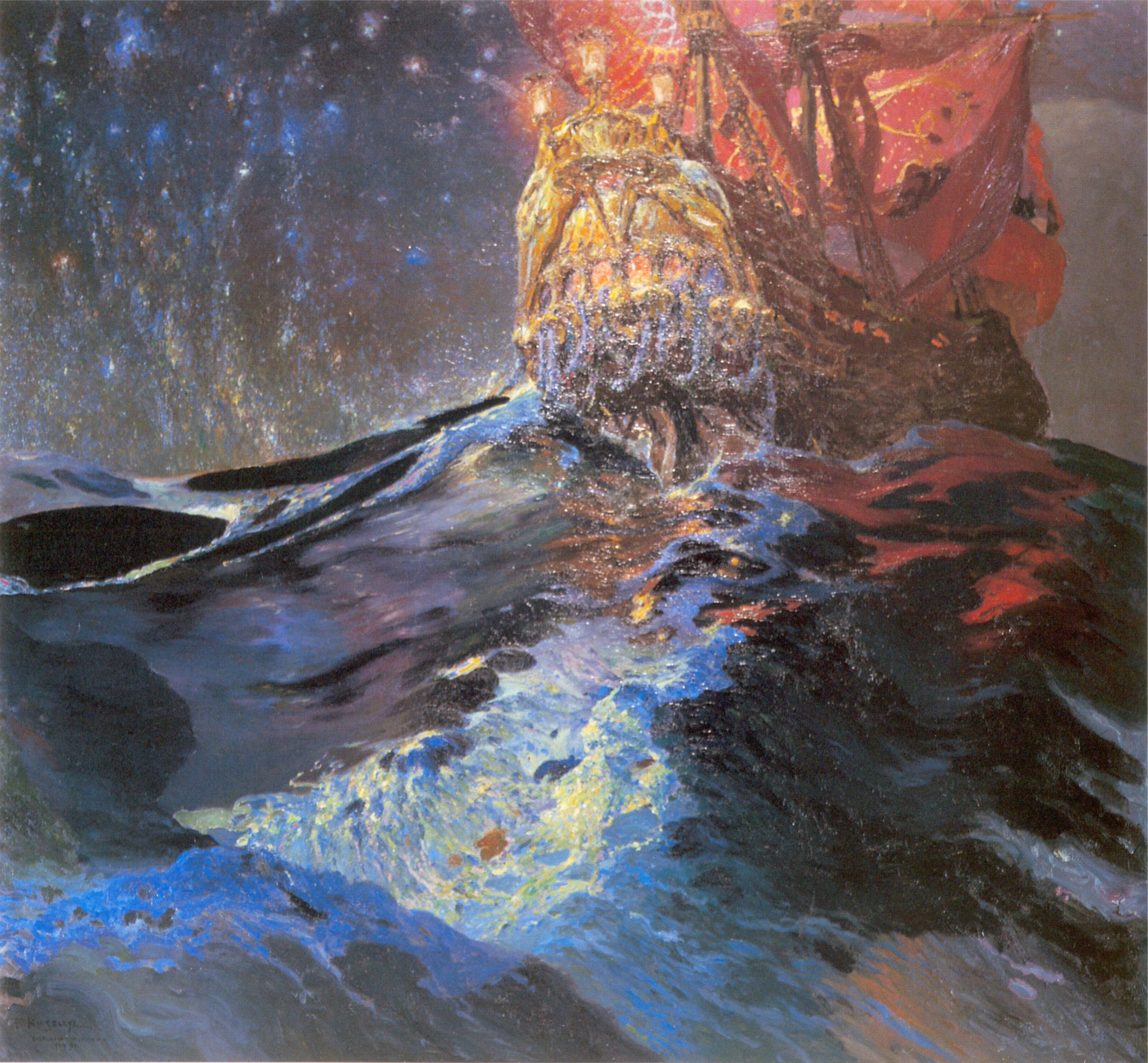
Ferdynand Ruszczyc, Nec mergitur, 1905

Ferdynand Ruszczyc (ur. 10 grudnia 1870 w Bohdanowie, zm. 30 października 1936 tamże) – polski malarz, grafik, rysownik, scenograf, pedagog. Malował głównie krajobrazy. Reprezentował symboliczny nurt Młodej Polski. Był autorem ilustracji, winiet i okładek książkowych. Projektował m.in. plakaty, ekslibrisy i znaczki. Pisał też artykuły o zabytkach Wileńszczyzny.

## Rodzina
Rodzina Ruszczyców wywodziła się z Kresów z okolic Krewa. Dziadkowie, Ferdynand i Anna z Czechowiczów mieli dziewięcioro dzieci. Ojciec, Edward, kapitan armii carskiej, absolwent brzeskiej szkoły wojskowej – Korpusu Kadetów. Matka, Alwina, z domu Munch, była Dunką, pochodziła z Nexø na Bornholmie, a jej ojciec, Marcus Munch, był właścicielem statku pływającego po Bałtyku. Rodzice Ferdynanda poznali się w Lipawie na Łotwie, gdzie Edward służył w wojsku. Gniazdem rodzinnym Ruszczyców była posiadłość ziemska w Bohdanowie, którą rodzina musiała, w wyniku represji po powstaniu styczniowym, na pewien czas opuścić. Do swojego majątku powrócili z Mińska w 1888. Ruszczycowie mieli pięcioro dzieci, cztery córki oraz najmłodszego syna Ferdynanda.

## Dzieciństwo i młodość
Zgodnie z przyjętym na dworach szlacheckich zwyczajem, Ferdynand Ruszczyc do trzynastego roku życia uczył się w domu. W 1883 został posłany do gimnazjum. Równocześnie z nauką szkolną uczył się rysunku. Gimnazjum w Mińsku ukończył z wyróżnieniem w 1890. W tym samym roku rozpoczął studia prawnicze na Uniwersytecie w Petersburgu. Nie zaniedbał jednak kształcenia artystycznego i uczęszczał, jako wolny słuchacz, na wykłady na petersburskiej Cesarskiej Akademii Sztuk Pięknych.
Za zgodą rodziców, po dwu latach, zrezygnował ze studiów prawniczych i zdał egzamin na Akademię Sztuk Pięknych, na której w latach 1892–1897 studiował malarstwo pod kierunkiem Iwana Szyszkina i Archipa Kuindżiego. Podróżował m.in. na Krym, do Francji, Niemiec, Włoch i Szwecji (wyjazdy studyjne).
W 1897 debiutował na wystawie prac dyplomowych ASP w Petersburgu i do 1900 jego prace były prezentowane podczas dorocznych wystaw tej akademii.

## Życie i twórczość
Po ukończeniu Akademii, w 1898, przeniósł się do rodzinnego Bohdanowa. W latach 1898–1902 odbył szereg podróży studyjnych, m.in. do Monachium, Berlina, Drezna, Paryża, Wenecji. Po powrocie z jednego z takich wyjazdów, w 1898, namalował jeden z najbardziej znanych obrazów Ziemia. W 1899, 1901 i 1902 wziął udział w wystawach zbiorowych ugrupowania "Mir Isskustwa". Pierwsza wystawa prac Ruszczyca miała miejsce w Wilnie w 1899. W mieście tym poświęcił się działalności społeczno-pedagogicznej i organizacyjnej, m.in. współpracował z teatrem wileńskim. Od 1900 był członkiem Towarzystwa Artystów Polskich „Sztuka”. W tym samym roku wziął udział w wystawie zorganizowanej z okazji 500-lecia Uniwersytetu Jagiellońskiego. W 1903 zorganizował w Wilnie wystawę Ars (pierwotnie wystawa miała nazywać się Sztuka, lecz nazwę zmieniono pod naciskiem carskiej cenzury). Od 1904 był profesorem warszawskiej Szkoły Sztuk Pięknych, a w 1907 przejął katedrę pejzażu na Akademii Sztuk Pięknych w Krakowie.
10 października 1913 43-letni artysta zawarł związek małżeński z młodszą od siebie o 22 lata Reginą Giną Rouck. Mieli córkę Janinę (ur. 1914), syna Edwarda (ur. 1915), syna Oskara (ur. 1917) oraz córkę Ewę (ur. 1922), syna Andrzeja (ur. 1926) i córkę Barbarę (ur. 1928).
W latach 1916–1917 w dworze Ruszczyców w Bohdanowie stacjonowały wojska niemieckie, artysta z rodziną zajmował dwa pokoje. W 1918 Bohdanów został zajęty przez Armię Czerwoną. Ruszczyc czynnie uczestniczył w walkach o Wileńszczyznę. Wstąpił do tzw. Armii Ochotniczej. Był współorganizatorem oraz czterokrotnym (od 1919) dziekanem Wydziału Sztuk Pięknych Uniwersytetu Stefana Batorego, który w 1923 powiększył o Zakład Architektury.
W 1935 otrzymał tytuł profesora honorowego Uniwersytetu Stefana Batorego z rąk prezydenta Ignacego Mościckiego.
W 1932 został częściowo sparaliżowany. Pod opieką córki i żony powrócił do zdrowia, choć władał jedynie lewą ręką, którą nadal malował. W 1935 przeniósł się z Wilna do rodzinnego Bohdanowa, w którym 30 października 1936 umarł. Tam też został pochowany na zachowanym do dziś cmentarzu.

## Ordery i odznaczenia
- Krzyż Komandorski Orderu Odrodzenia Polski (2 maja 1923)[3][4]
- Złoty Krzyż Zasługi (19 października 1928)[5][6]
- Komandor Orderu św. Jakuba od Miecza (4 listopada 1932, Portugalia)[7]
- Oficer Orderu Legii Honorowej (Francja)[8]
- Kawaler Orderu Legii Honorowej (1921, Francja)
- Order Izabeli Katolickiej (13 maja 1932, Hiszpania)[6]